# Caerostris sumatrana
Caerostris sumatrana là một loài nhện trong họ Araneidae.
Loài này thuộc chi Caerostris. Caerostris sumatrana được Embrik Strand miêu tả năm 1915.